# Hans-Christian Schmid
Hans-Christian Schmid (ur. 19 sierpnia 1965 w Altötting) – niemiecki reżyser, scenarzysta i producent filmowy. Wyreżyserował takie filmy jak Sekt oder Selters (1989), Po piątej w dżungli (1995), 23 (1998), Crazy (2000), Requiem (2006) i Dom na weekend (2012).

## Życiorys
Urodził się i dorastał w Altötting w Bawarii, gdzie uczęszczał do gimnazjum im. króla Karlomana. W 1992 ukończył studia na wydziale reżyserii filmów dokumentalnych w Wyższej Szkole Telewizji i Filmu w Monachium. Uczestniczył w monachijskich warsztatach scenopisarstwa. Dzięki rocznemu stypendium DAAD, w 1995 studiował scenopisarstwo na Uniwersytecie Południowej Kalifornii w Los Angeles.
W 1989 rozpoczął zdjęcia do swojego pierwszego filmu dokumentalnego o hazardzistach Sekt oder selters, który zwyciężył na festiwalu filmów niezależnych Unabhängige FilmFest w Osnabrücku. Następnie zrealizował krótkometrażowy Das Lachende Gewitter (1989). Jego kolejny film dokumentalny o konflikcie pomiędzy wiarą, a komercją - Die Mechanik des Wunders (1992) był nominowany do Agfa / Geyer Promotion Prize i nagrody Munich Documentary Film Festival. 
Przez kolejne lata współpracował z producentami - Jakobem Claussenem i Thomasem Wöbke. W 2004 założył własną firmę producencką - 23|5, i jako producent zadebiutował filmem Requiem (2006), opartym na prawdziwej historii Anneliese Michel.

## Filmografia
| Rok  | Tytuł                                                                     | Reżyser | Scenarzysta | Producent |
| ---- | ------------------------------------------------------------------------- | ------- | ----------- | --------- |
| 1989 | Sekt oder Selters (dokumentalny)                                          | T       |             |           |
| 1989 | Das lachende Gewitter (krótkometrażowy)                                   | T       |             |           |
| 1992 | Die Mechanik des Wunders (dokumentalny)                                   | T       |             |           |
| 1994 | Niebo i piekło (Himmel und Hölle, TV)                                     | T       | T           |           |
| 1995 | Po piątej w dżungli (Nach Fünf im Urwald)                                 | T       |             |           |
| 1995 | Palumbina - Eine Trivialromanze (krótkometrażowy)                         |         | T           |           |
| 1997 | Nur für eine Nacht (TV)                                                   |         | T           |           |
| 1998 | 23                                                                        | T       | T           |           |
| 2000 | Crazy                                                                     | T       | T           |           |
| 2001 | Z miłością nie wygrasz (Herz über Kopf)                                   |         | T           |           |
| 2001 | Ausflug                                                                   |         | T           | T         |
| 2003 | Światła (Lichter)                                                         | T       | T           |           |
| 2006 | Requiem (Lichter)                                                         | T       |             | T         |
| 2007 | A na koniec przyszli turyści (Am Ende kommen Touristen)                   |         | współpraca  | T         |
| 2009 | Wspaniały świat pralni (Die wundersame Welt der Waschkraft, dokumentalny) | T       | T           | T         |
| 2009 | Burza (Storm)                                                             | T       | T           | T         |
| 2010 | La lisière                                                                |         |             | T         |
| 2012 | Dom na weekend (Was bleibt)                                               | T       |             | T         |
| 2017 | Zmowa milczenia (Das Verschwinden, miniserial TV)                         | T       | T           | T         |
| 2018 | Atlas                                                                     |         |             | T         |
| 2018 | Telefon 110 (Polizeiruf 110, serial TV) - odc.: „Der Fall Sikorska”       |         | T           |           |
| 2020 | 4 Wände Berlin (serial TV) - odc.: „Vielleicht morgen”                    |         | T           |           |

## Nagrody i nominacje
| Rok  | Nagroda | Kategoria                                               | Film                                            | Rezultat  |
| ---- | --- | ------------------------------------------------------- | ----------------------------------------------- | --------- |
| 1990 | Independent Film Days w Osnabrücku                                                                         | Najlepszy film dokumentalny                             | Sekt oder selters (1989)                        | Wygrana   |
| 1995 | Nagroda Findling                                                                                           | Nagroda Państwowego Stowarzyszenia Komunikacji Filmowej | Niebo i piekło (Himmel und Hölle, 1994)         | Wygrana   |
| 1995 | Międzynarodowy Festiwal Filmowy w Hof                                                                      | Nagroda promocyjna EASTMAN                              | Po piątej w dżungli (Nach Fünf im Urwald, 1995) | Wygrana   |
| 1998 | Adolf Grimme Prize                                                                                         | Najlepszy scenariusz (razem z Michaelem Gutmannem)      | Nur für eine Nacht (1997)                       | Wygrana   |
| 1998 | Złoty Lampart                                                                                              | Najlepszy film                                          | 23 (1998)                                       | Nominacja |
| 1998 | Nagroda HypoVereinsbank                                                                                    | Najlepszy film                                          | 23 (1998)                                       | Wygrana   |
| 1999 | Niemiecka nagroda filmowa - Srebrna Lola                                                                   | Najlepszy film fabularny                                | 23 (1998)                                       | Wygrana   |
| 2001 | Niemiecka nagroda filmowa - Srebrna Lola                                                                   | Najlepszy film fabularny                                | Crazy (2000)                                    | Wygrana   |
| 2003 | Międzynarodowy Festiwal Filmowy w Berlinie Nagroda Międzynarodowej Federacji Krytyków Filmowych (FIPRESCI) | Najlepszy film                                          | Światła (Lichter, 2003)                         | Wygrana   |
| 2003 | Niemiecka nagroda filmowa - Srebrna Lola                                                                   | Najlepszy reżyser                                       | Światła (Lichter, 2003)                         | Nominacja |
| 2003 | Nagroda niemieckich krytyków filmowych                                                                     | Najlepszy film pełnometrażowy                           | Światła (Lichter, 2003)                         | Wygrana   |
| 2003 | Złoty Niedźwiedź                                                                                           | Najlepszy film                                          | Światła (Lichter, 2003)                         | Nominacja |
| 2003 | Nagroda Stowarzyszenia Komunikacji Filmowej                                                                | Najlepszy reżyser                                       | Światła (Lichter, 2003)                         | Wygrana   |
| 2004 | Nagroda niemieckich krytyków                                                                               | Najlepszy reżyser                                       | Światła (Lichter, 2003)                         | Wygrana   |
| 2006 | Złoty Niedźwiedź                                                                                           | Najlepszy film                                          | Requiem (Lichter, 2006)                         | Nominacja |
| 2006 | Nagroda FIPRESCI                                                                                           | Najlepszy film                                          | Requiem (Lichter, 2006)                         | Wygrana   |
| 2006 | Kataloński Międzynarodowy Festiwal Filmowy w Sitges                                                        | Najlepszy film                                          | Requiem (Lichter, 2006)                         | Wygrana   |
| 2006 | Kataloński Międzynarodowy Festiwal Filmowy w Sitges                                                        | Nagroda Krytyków - José Luis Guarner Critic’s Award     | Requiem (Lichter, 2006)                         | Wygrana   |
| 2009 | Nagroda LUX                                                                                                | Najlepszy film                                          | Burza (Storm, 2009)                             | Nominacja |
| 2009 | Złoty Niedźwiedź                                                                                           | Najlepszy film                                          | Burza (Storm, 2009)                             | Nominacja |
| 2009 | Nagroda czytelników „Berliner Morgenpost”                                                                  | Najlepszy film                                          | Burza (Storm, 2009)                             | Wygrana   |
| 2009 | Nagroda Gildii Niemieckich Kin Arthousowych                                                                | Najlepszy film                                          | Burza (Storm, 2009)                             | Wygrana   |
| 2009 | Nagroda Amnesty International                                                                              | Najlepszy film                                          | Burza (Storm, 2009)                             | Wygrana   |
| 2012 | Złoty Niedźwiedź                                                                                           | Najlepszy film                                          | Dom na weekend (Was bleibt, 2012)               | Nominacja |